# Bernardo Provenzano
Bernardo Provenzano, sicilijanski mafijski boter, *31. januar 1933, Corleone, Sicilija, † 13. julij 2016.
Provenzano se je pred oblastmi skrival od leta 1958, ko je bil kot 25-letnik vpleten v uboj botra konkurenčne veje korleonske mafije Michalea Navarre. Njegova zadnja uradna fotografija je datirala v leto 1959, zato ga organi pregona niso  mogli z gotovostjo identificirati. V 80. letih 20. stoletja je postal desna roka tedanjemu mafijskemu botru Totu Riini, leta 1993 pa ga je po njegovi aretaciji in obsodbi na dosmrtno ječo nasledil. Provenzano naj bi bil odgovoren za vrsto umorov sodnikov, mafijskih obračunov, itd. Navkljub svojemu bogastvu in moči je živel skromno v pastirski koči blizu kraja Corleone. S svojimi podrejenimi je komuniciral s pomočjo lističev papirja, na katere je zapisoval ukaze. Policiji se je večkrat izmuznil zaradi svojega skromnega videza in neprepoznavnosti, 11. aprila 2006 pa so ga aretirali na podlagi njegovih papirnatih sporočil. 